# Национальные символы Бутана

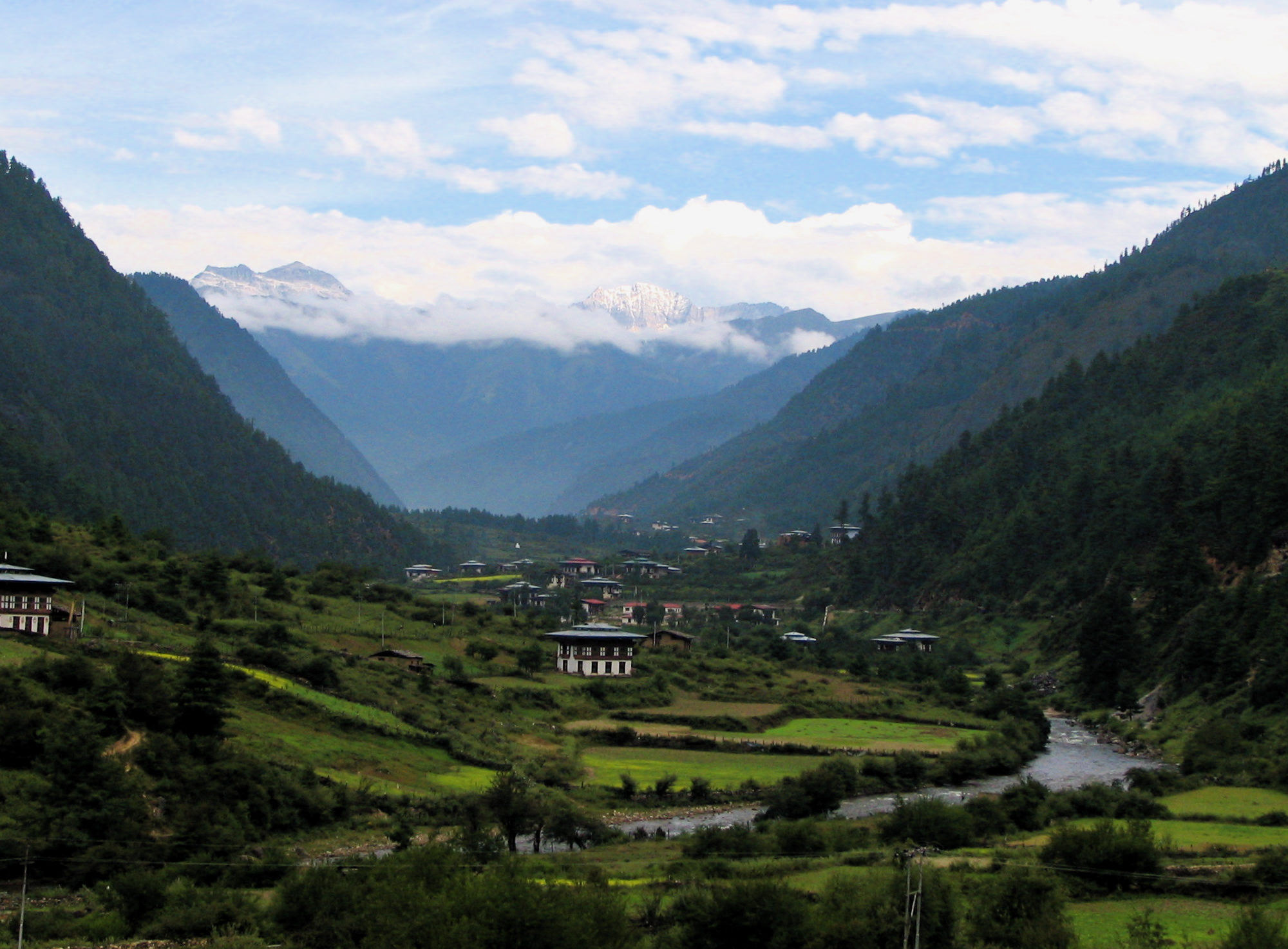
Бутан

Национальными символами Бутана, помимо государственного флага, герба и гимна, являются также следующие символы: буддизм (направление Махаяны), Друк (громовой дракон), гималайский голубой мак, кипарис, тибетский ворон, такин и стрельба из лука.

## Буддизм

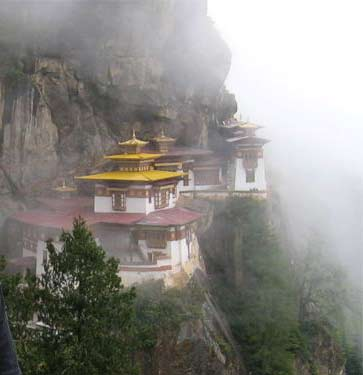
Монастырь Таксанг-лакханг

В Бутане буддизм проник в II веке. Эта религия укрепилась еще больше в этой горной стране, когда тибетский царь  Сонгцэн Гампо (627 — 649) объявил буддизм государственной религией.
В Бутане тибетский буддизм является официальной религией и охватывает около 70 % населения, которые исповедуют две школы: Друкпа Кагью и Ньингма. Правительство Бутана поддерживает обе традиционные религиозные школы.
Буддистские храмы Бутана — дзонги, являются многофункциональными сооружениями: одновременно это крепость, монастырь и административное здание.
Многие дзонги построены в горах, органично вписаны в окружающий ландшафт.
Одним из главных святынь Бутана является монастырь Таксанг-лакханг.

## Дракон
Друк (громовой дракон) изображен на государственном флаге Бутана. Дракон является покровителем Бутана и символом чистоты. Он держит в своих когтях жемчужины, которые являются символами здоровья и совершенства.
На официальном языке королевства языке дзонг-кэ страна Бутан называется Друк Юл — Земля Дракона. Король Бутана носит звание Друк Гьялпо — Король Дракона.
Политические партии в Бутане также предпочитают включать в названии партии слово «дракон».

## Тибетский ворон

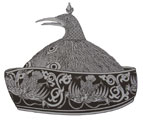
Корона короля Бутана

Тибетский ворон — подвид обыкновенного ворона (Corvus corax) рода ворон (Corvus). Эта птица обитает в Гималаях и в Тибете.
По бутанским легендам, божество этой страны, Махала, явился в образе во́рона перед монахом  Шабдрунг Нгаванг Намгьялом (1594 - 1651) и послал его в Бутан объединить страну и проповедовать буддизм.
Угьен Вангчук, в 1907 году основавший новую королевскую династию Вангчук, при восшествии на престол принял корону, увенчанную головой во́рона.

## Гхо и кира

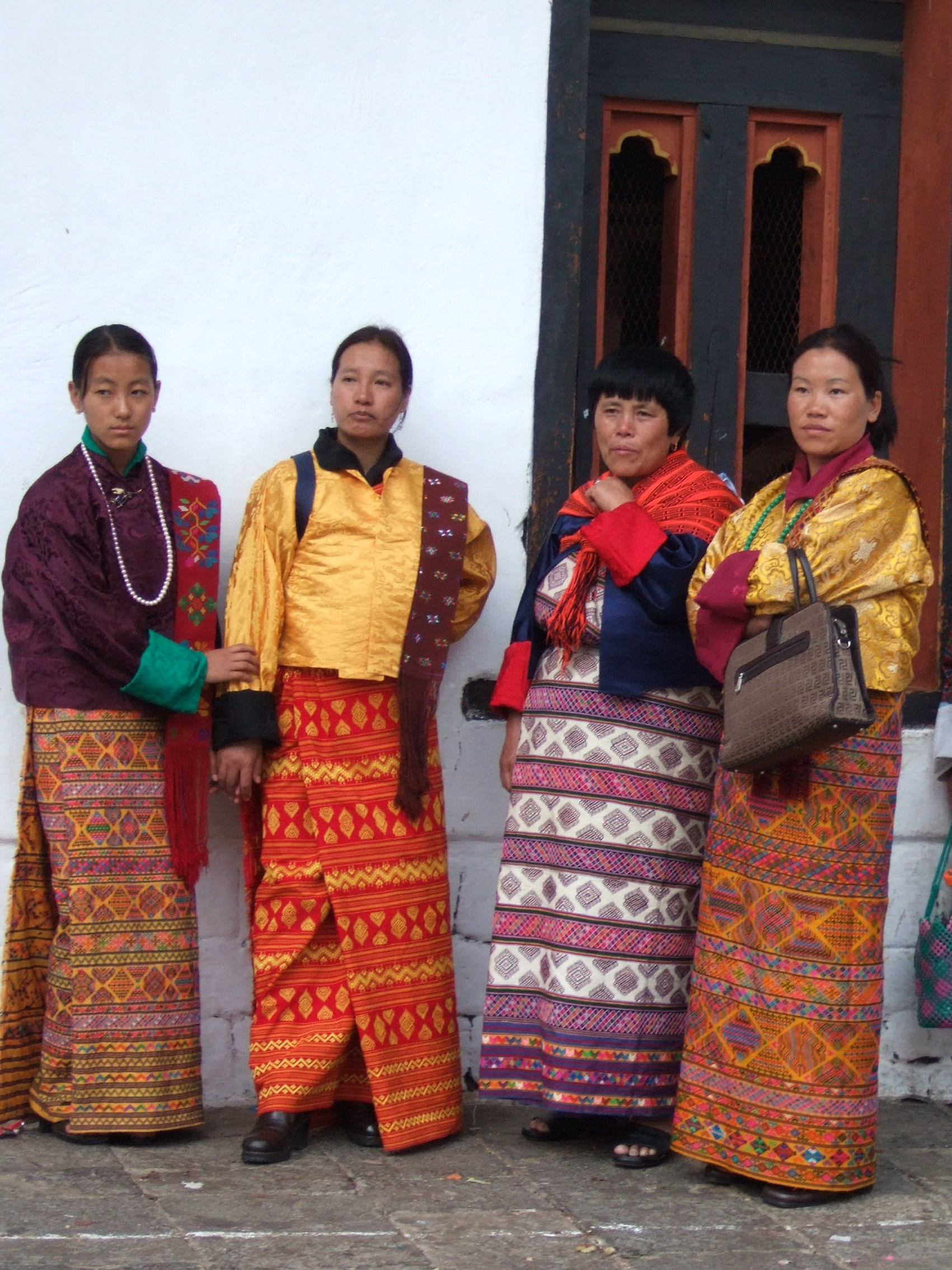
Бутанские женщины в национальной одежде

В 1989 году в Бутане издан закон, предписывающий всем бутанцам носить только национальную одежду гхо и кира.
Гхо — национальная мужская одежда в Бутане. Представляет собой длинный халат с широким матерчатым поясом. Пояс довольно длинный, поэтому обвязывание занимает определенное время.
Кира — национальная женская одежда, её особым образом оборачивают вокруг тела и закрепляют декоративными элементами. Сверху одевают короткий жакет тего.
В храмы и учреждения Бутана не будут впускать человека, если на нем нет национальной одежды. Кроме гхо и кира бутанцы носят особые шарфы (кабни), цвет которых играют и статусную роль: рядовые бутанцы носят белый шарф, государственные служащие — красный, высшая знать и монахи носят шарф желтого цвета.

## Гималайский голубой мак
Гималайский голубой мак растет на высотах 3500-5000 м над уровнем моря.
Это цветок символизирует счастье, воплощает красоту страны, где каждый может испытать блаженство и умиротворение.
На туристическом логотипе страны написано: «Бутан – место счастья». На этом логотипе изображен голубой мак.
Гималайский голубой мак растёт и выживает в суровых условиях Гималаев, для бутанцев это является и символом жизнестойкости.

## Такин
Подвид такина Budorcas taxicolor whitei — парнокопытное млекопитающее семейства Полорогих.
Budorcas taxicolor whitei с 25 ноября 1985 года объявлен одним из национальных символов Бутана.
По бутанской легенде лама Друкпа Кюнле (1455 – 1529) собрал своих приверженцев, которые попросили его исполнить чудо. Тогда Друкпа Кюнле попросил, чтобы ему дали целую корову и козла, чтобы их съесть. Съев обоих, он оставил только кости коровы. К изумлению собравшихся, после того, как лама прочёл мантры, животное пришло в себя и побежало на луг. Оно получило название Донг Гьем Цей (Такин).

## Кипарис
Кипарис — вечнозелёное хвойное дерево семейства Кипарисовые. Быстро растёт и является самым высоким деревом в Азии, достигая в высоту до 45 метров. Растет в Гималаях и в Бутане.
Кипарис является одним из национальных символов Бутана и символизирует долголетие и бессмертие, как и другие вечнозеленые деревья. При сжигании веток кипариса образуется дым — Санг, бутанцы верят, что этот дым очищает энергию человека и окружающего пространства.

## Стрельба из лука
Стрельба из лука была официально объявлена национальным видом спорта Бутана в 1971 году. Это самый любимый вид спорта среди бутанцев.
Согласно легенде, жестокий король Ландарма был убит стрелой, выпущенной из лука буддистского монаха  Палгье Дорчже. Тем самым монах прекратил преследования буддизма, совершаемые этим королём.
В каждой деревне есть поле, где стрелки проводят тренировки и соревнования. В дни празднования Нового года по лунному календарю (Лосар) проводятся главное соревнование, куда собираются меткие стрелки со всего Бутана.

## Галерея

Дракон (друк) на флаге Бутана
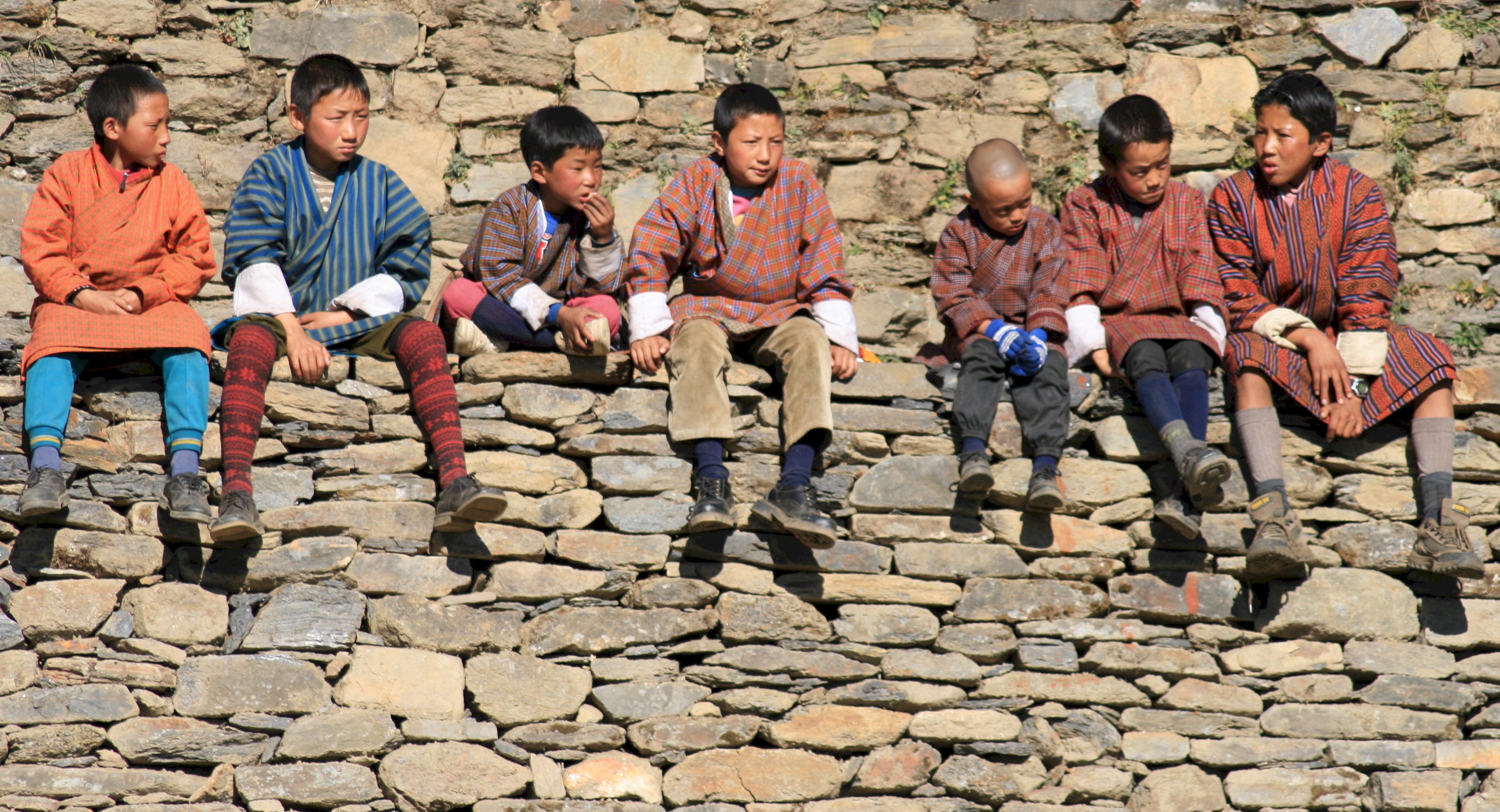
Бутанские мальчики, одетые в гхо
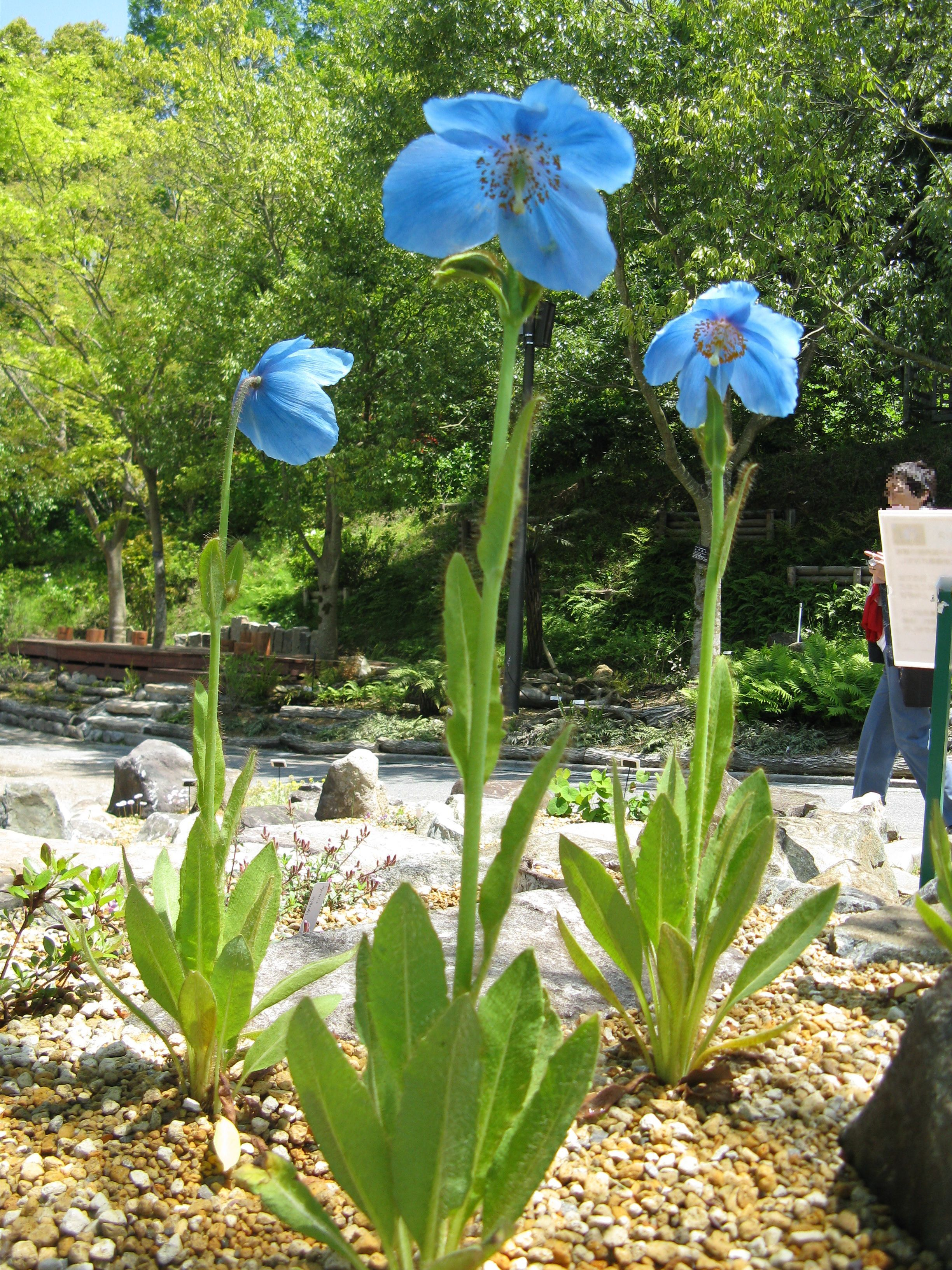
Гималайский голубой мак
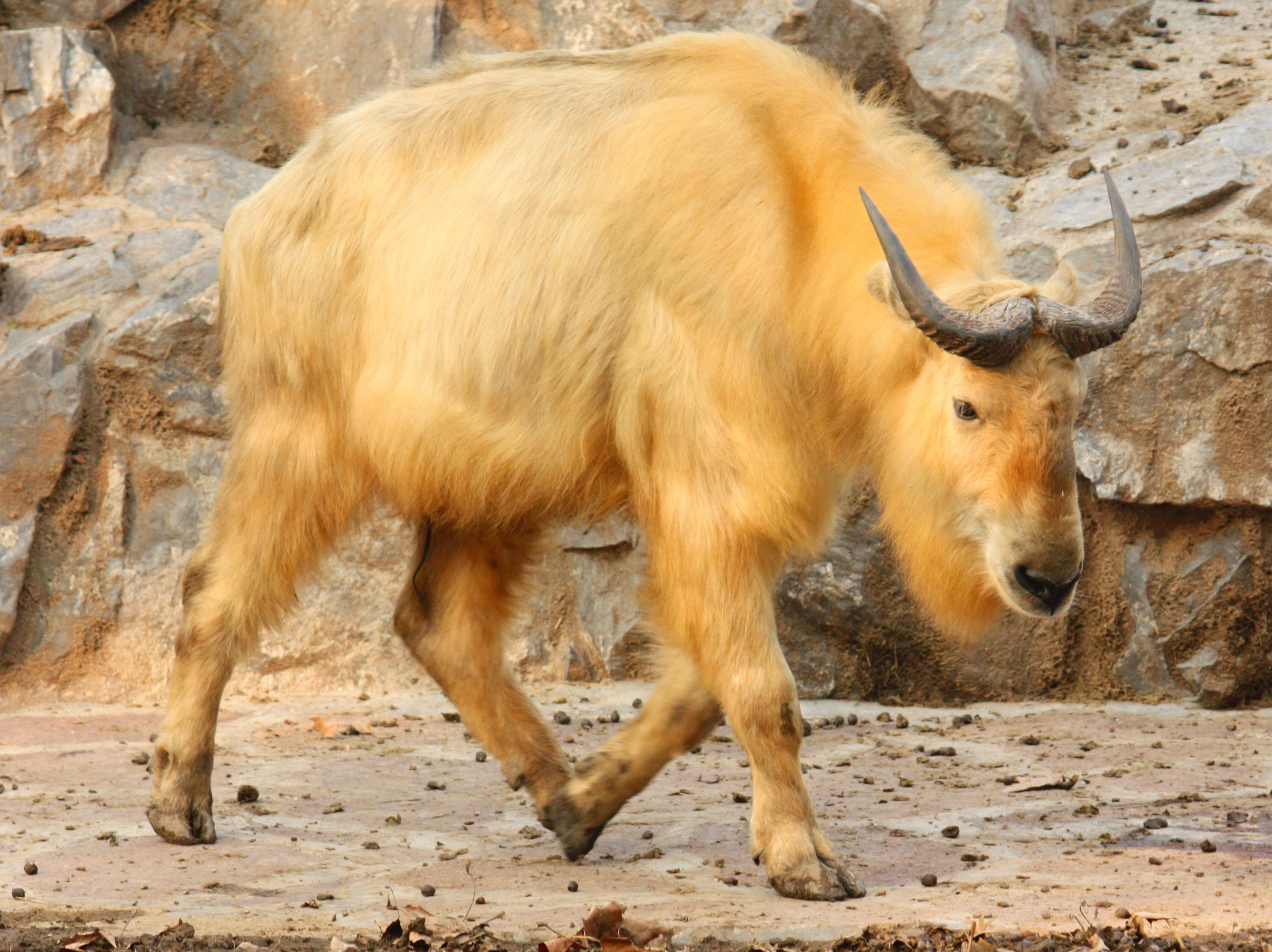
Такин
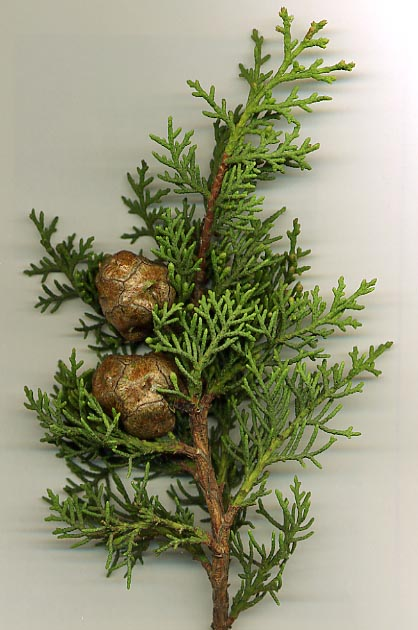
Ветка кипариса
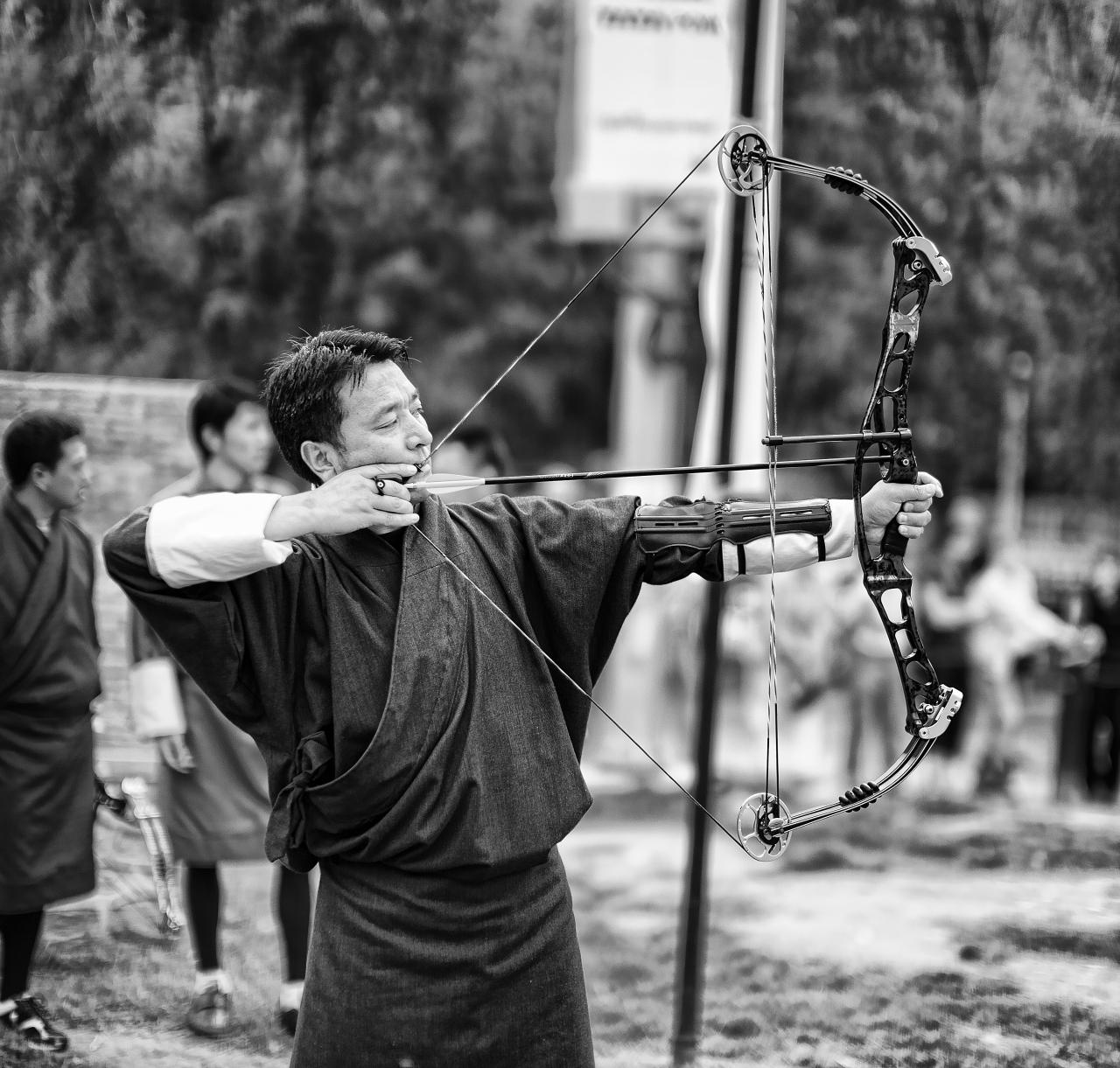
Стрельба из лука в Бутане